# Franco Di Giacomo
Franco Di Giacomo (né le 18 septembre 1932 à Amatrice et mort le 30 avril 2016  à Acilia (it) , frazione de Rome) est un directeur de la photographie italien.

## Biographie
Franco Di Giacomo depuis les années 1970 a participé à plus de 80 films collaborant entre autres avec des réalisateurs comme les frères Taviani, Marco Bellocchio, Nanni Moretti, Ettore Scola et Bernardo Bertolucci.
En 1983 il reçoit le David di Donatello du meilleur directeur de la photographie pour le film La Nuit de San Lorenzo des frères Taviani.

## Filmographie partielle

### Cinéma
- 1970 : La Stratégie de l'araignée ( Strategia del ragno) de Bernardo Bertolucci.
- 1971 : Quatre Mouches de velours gris (Quattro mosche di velluto grigio) de Dario Argento.
- 1971 : Veruschka, poesia di una donna de Franco Rubartelli (en)
- 1971 : Un'anguilla da 300 milioni de Salvatore Samperi
- 1972 : Au nom du père (Nel nome del padre) de Marco Bellocchio
- 1972 : Qui l'a vue mourir ? (Chi l'ha vista morire?) d'Aldo Lado
- 1973 : Une Tosca pas comme les autres (La Tosca) de Luigi Magni
- 1973 : Poussière d'étoiles (Polvere di stelle) d'Alberto Sordi
- 1975 : Le Canard à l'orange (L'Anatra all'arancia) de Luciano Salce
- 1976 : La Marche triomphale (Marcia trionfale) de Marco Bellocchio
- 1976 : ...e tanta paura de Paolo Cavara
- 1976 : Per amore de Mino Giarda
- 1977 : La Chambre de l'évêque (La stanza del vescovo) de Dino Risi
- 1977 : Les Requins du désert (Sahara Cross) de Tonino Valerii : terroriste arabe
- 1977 : La Proie de l'autostop (Autostop rosso sangue) de Pasquale Festa Campanile
- 1978 : Mes amours (Amori miei) de Steno
- 1978 : Per vivere meglio, divertitevi con noi de Flavio Mogherini
- 1978 : Mon nom est Bulldozer (Lo chiamavano Bulldozer) de Michele Lupo
- 1979 : Le Pré (Il prato) des frères Taviani
- 1979 : Le Shérif et les Extra-terrestres (Uno sceriffo extraterrestre... poco extra e molto terrestre) de Michele Lupo
- 1980 : Faut pas pousser ( Chissà perché... capitano tutte a me) de Michele Lupo
- 1980 : Uomini e no de Valentino Orsini
- 1981 : Sogni d'oro de Nanni Moretti
- 1982 : La Nuit de San Lorenzo (La notte di San Lorenzo) de Paolo et Vittorio Taviani
- 1982 : Amityville 2 : Le Possédé (Amityville Possession) de Damiano Damiani
- 1982 : Les Aventures de Miss Catastrophe (Bonnie e Clyde all'italiana) de Steno
- 1985 : La messe est finie ( La messa è finita) de Nanni Moretti
- 1985 : Casablanca, Casablanca de Francesco Nuti
- 1985 : Miss Right de Paul Williams (en)
- 1986 : L'Enquête ( L'inchiesta) de Damiano Damiani
- 1986 : Francesca è mia de Roberto Russo
- 1987 : Les Yeux noirs (Oci ciornie) de Nikita Mikhalkov
- 1987 : Un enfant de Calabre (Un ragazzo di Calabria) de Luigi Comencini
- 1988 : Domani, domani (Domani accadrà) de Daniele Luchetti
- 1989 : 'o Re de Luigi Magni
- 1991 : Rossini! Rossini! de Mario Monicelli
- 1992 : Une famille formidable (Parenti serpenti) de Mario Monicelli
- 1993 : Arriva la bufera de Daniele Luchetti
- 1994 : Le Facteur de Michael Radford et Massimo Troisi
- 1995 : Le Roman d'un jeune homme pauvre ( Romanzo di un giovane povero) d'Ettore Scola
- 1996 : I magi randagi de Sergio Citti
- 1998 : Le Dîner (La cena) d'Ettore Scola
- 2001 : Un altro mondo è possibile (documentaire collectif sur les émeutes anti-G8 de Gênes de 2001)
- 2001 : Concurrence déloyale (Concorrenza sleale) d'Ettore Scola
- 2003 : Gente di Roma d'Ettore Scola

### Télévision
- 1996 : Nostromo (Joseph Conrad's Nostromo) d'Alastair Reid (mini-série télévisée)
- 2001 : Résurrection (Resurrezione des frères Taviani (mini-série télévisée)
- 2004 : La Sanfelice ( Luisa Sanfelice des frères Taviani (mini-série télévisée)